# 1952. évi téli olimpiai játékok
Az 1952. évi téli olimpiai játékok, hivatalos nevén a VI. téli olimpiai játékok egy több sportot magába foglaló nemzetközi sportesemény volt, melyet 1952. február 14. és február 25. között rendeztek meg az norvégiai Oslóban.

## A pályázat
Oslo két másik pályázó város ellenében nyerte el az 1952-es téli olimpiai játékok rendezési jogát. A szavazásra a NOB 40. ülésszakán (Stockholm, Svédország, 1947. június 21.) került sor. Ez volt az első téli olimpia, amelyet többen azzal támadtak, hogy a Nemzetközi Olimpiai Bizottság tagjai nem szakmai alapon döntöttek, hanem a pártfogoltjukat támogatták leadott szavazataikkal.
| Oslo              | Norvégia    | 18 |
| Cortina d’Ampezzo | Olaszország | 9  |
| Lake Placid       | USA         | 1  |

A rendezés megpályázása a Magyar Síszövetségnél is napirenden volt, ennek keretében kezdték el 1941-ben a borsafüredi Magyar Nemzeti Téli Síközpont kiépítését, amit a második világháború derékba tört.

## Fontosabb események
- Műkorcsolyában Ricard Button megvédte 1948-ban szerzett bajnoki címét, a nőknél Jeanette Altwegg angol versenyző nyert. A párosok versenyében Ria Falk–Paul Falk német testvérpár lett a bajnok, a magyar Nagy Marianna–Nagy László testvérpár bronzérmes lett.
- Jégkorongban ismét Kanada nyerte a tornát.
- Hjalmar Andersen norvég gyorskorcsolyázó három számban szerzett aranyérmet.
- Első alkalommal versenyeztek nők a sífutásban, és először rendeztek óriás-műlesiklást is.
- Bemutatóként szerepelt a bandy (falabdával játszott, a jégkorong és a labdarúgás egyvelegének tekinthető sportág), de később soha nem tért vissza az olimpiákra.
- Alpesisíben a lesiklás győztese az olasz Zeno Coló volt 2:30,80-as idővel, a műlesiklás bajnoka az osztrák Othmar Schneider lett. Ebben a versenyszámban a görög Antoin Miliordos 18-szor elesett, mielőtt befejezte futamát, és végül hátrafelé ment át a célvonalon.
- Az éremtáblázat élén végző Norvégia 7 aranyat nyert, a második Egyesült Államok pedig 4-et.

## Helyszínek
- Bislett stadion – gyorskorcsolya
- Frognerseteren – bob
- Holmenkollen síugrósánc – sífutás, északi összetett és síugrás
- Lillestrøm stadion – jégkorong

## Versenyszámok
| Sportág / Szakág  | Versenyszámok száma | Versenyszámok száma | Versenyszámok száma | Versenyszámok száma |
| Sportág / Szakág  | Férfi               | Női                 | Vegyes              | Összes              |
| ----------------- | ------------------- | ------------------- | ------------------- | ------------------- |
| Alpesisí          | 3                   | 3                   | 0                   | 6                   |
| Bob               | 2                   | 0                   | 0                   | 2                   |
| Északi összetett  | 1                   | 0                   | 0                   | 1                   |
| Gyorskorcsolyázás | 4                   | 0                   | 0                   | 4                   |
| Jégkorong         | 1                   | 0                   | 0                   | 1                   |
| Műkorcsolya       | 1                   | 1                   | 1                   | 3                   |
| Sífutás           | 3                   | 1                   | 0                   | 4                   |
| Síugrás           | 1                   | 0                   | 0                   | 1                   |
| Összesen          | 16                  | 5                   | 1                   | 22                  |

### Bemutató sportok
- Bandy

## Menetrend
| ● | Megnyitó ünnepség | ● | Versenynap | ● | Döntő(k) | ● | Záró ünnepség |

| Február             | 14 | 15 | 16 | 17 | 18 | 19 | 20 | 21 | 22 | 23 | 24 | 25 | Összesen |
| ------------------- | -- | -- | -- | -- | -- | -- | -- | -- | -- | -- | -- | -- | -------- |
| Ünnepségek          |    | ●  |    |    |    |    |    |    |    |    |    | ●  |          |
| Alpesisí            | 1  | 1  | 1  | 1  |    | 1  | 1  |    |    |    |    |    | 6        |
| Bob                 |    | 1  |    |    |    |    |    |    | 1  |    |    |    | 2        |
| Északi összetett    |    |    |    |    | 1  |    |    |    |    |    |    |    | 1        |
| Gyorskorcsolya      |    |    | 1  | 1  | 1  | 1  |    |    |    |    |    |    | 4        |
| Jégkorong           |    |    |    |    |    |    |    |    |    |    | 1  |    | 1        |
| Műkorcsolya         |    |    |    |    |    |    | 1  | 1  | 1  |    |    |    | 3        |
| Sífutás             |    |    |    |    | 1  |    | 1  |    |    | 2  |    |    | 4        |
| Síugrás             |    |    |    |    |    |    |    |    |    |    | 1  |    | 1        |
| Összes aznapi döntő | 1  | 2  | 2  | 2  | 3  | 2  | 3  | 1  | 2  | 2  | 1  | 1  | 22       |
| Összesítés          | 1  | 3  | 5  | 7  | 10 | 12 | 15 | 16 | 18 | 20 | 21 | 22 |          |
| Február             | 14 | 15 | 16 | 17 | 18 | 19 | 20 | 21 | 22 | 23 | 24 | 25 | Összesen |

## Részt vevő nemzetek
Összesen 30 nemzet küldött sportolókat erre a játékokra, ami a legmagasabb szám eddig az időpontig. Portugália és Új-Zéland első alkalommal vett részt a téli olimpiai játékokon (vastagítással kiemeltek). Ausztrália, Japán és Németország (a három korabeli német állam közül csak a Német Szövetségi Köztársaság küldött sportolókat) visszatért, miután kimaradt nekik 1948. Dél-Korea, Liechtenstein és Törökország nem vett részt, miután 1948-ban még versenyzett.
- Argentína (ARG) (12 – 11 férfi, 1 nő)
- Ausztrália (AUS) (9 – 7 férfi, 2 nő)
- Ausztria (AUT) (39 – 31 férfi, 8 nő)
- Belgium (BEL) (9 – 9 férfi)
- Bulgária (BUL) (10 – 10 férfi)
- Chile (CHI) (3 – 3 férfi)
- Csehszlovákia (TCH) (22 – 22 férfi)
- Dánia (DEN) (1 – 1 férfi)
- Egyesült Államok (USA) (66 – 56 férfi, 10 nő)
- Finnország (FIN) (50 – 45 férfi, 5 nő)
- Franciaország (FRA) (26 – 20 férfi, 6 nő)
- Görögország (GRE) (3 – 3 férfi)
- Hollandia (NED) (11 – 9 férfi, 2 nő)
- Izland (ISL) (11 – 11 férfi)
- Japán (JPN) (13 – 13 férfi)
- Jugoszlávia (YUG) (6 – 4 férfi, 2 nő)
- Kanada (CAN) (39 – 31 férfi, 8 nő)
- Lengyelország (POL) (30 – 27 férfi, 3 nő)
- Libanon (LIB) (1 – 1 férfi)
- Magyarország (HUN) (12 – 8 férfi, 4 nő)
- Nagy-Britannia (GBR) (18 – 8 férfi, 10 nő)
- Németország (GER) (53 – 41 férfi, 12 nő)[3]
- Norvégia (NOR) (73 – 61 férfi, 12 nő)
- Olaszország (ITA) (33 – 28 férfi, 5 nő)
- Portugália (POR) (1 – 1 férfi)
- Románia (ROU) (16 – 16 férfi)
- Spanyolország (ESP) (4 – 4 férfi)
- Svájc (SUI) (55 – 46 férfi, 9 nő)
- Svédország (SWE) (64 – 55 férfi, 9 nő)
- Új-Zéland (NZL) (3 – 2 férfi, 1 nő)

## Éremtáblázat
| Az 1952. évi téli olimpiai játékok éremtáblázatának első 10 helyezettje | Az 1952. évi téli olimpiai játékok éremtáblázatának első 10 helyezettje | Az 1952. évi téli olimpiai játékok éremtáblázatának első 10 helyezettje | Az 1952. évi téli olimpiai játékok éremtáblázatának első 10 helyezettje | Az 1952. évi téli olimpiai játékok éremtáblázatának első 10 helyezettje | Olimpia  |
| ----------------------------------------------------------------------- | ----------------------------------------------------------------------- | ----------------------------------------------------------------------- | ----------------------------------------------------------------------- | ----------------------------------------------------------------------- | -------- |
|                                                                         | Ország                                                                  | Arany                                                                   | Ezüst                                                                   | Bronz                                                                   | Összesen |
| 1.                                                                      | Norvégia (NOR)                                                          | 7                                                                       | 3                                                                       | 6                                                                       | 16       |
| 2.                                                                      | Egyesült Államok (USA)                                                  | 4                                                                       | 6                                                                       | 1                                                                       | 11       |
| 3.                                                                      | Finnország (FIN)                                                        | 3                                                                       | 4                                                                       | 2                                                                       | 9        |
| 4.                                                                      | Németország (GER)                                                       | 3                                                                       | 2                                                                       | 2                                                                       | 7        |
| 5.                                                                      | Ausztria (AUT)                                                          | 2                                                                       | 4                                                                       | 2                                                                       | 8        |
| 6.                                                                      | Kanada (CAN)                                                            | 1                                                                       | 0                                                                       | 1                                                                       | 2        |
|                                                                         | Olaszország (ITA)                                                       | 1                                                                       | 0                                                                       | 1                                                                       | 2        |
| 8.                                                                      | Nagy-Britannia (GBR)                                                    | 1                                                                       | 0                                                                       | 0                                                                       | 1        |
|                                                                         |                                                                         |                                                                         |                                                                         |                                                                         |          |
| 9.                                                                      | Hollandia (NED)                                                         | 0                                                                       | 3                                                                       | 0                                                                       | 3        |
| 10.                                                                     | Svédország (SWE)                                                        | 0                                                                       | 0                                                                       | 4                                                                       | 4        |